# Sŏsŏng-guyŏk

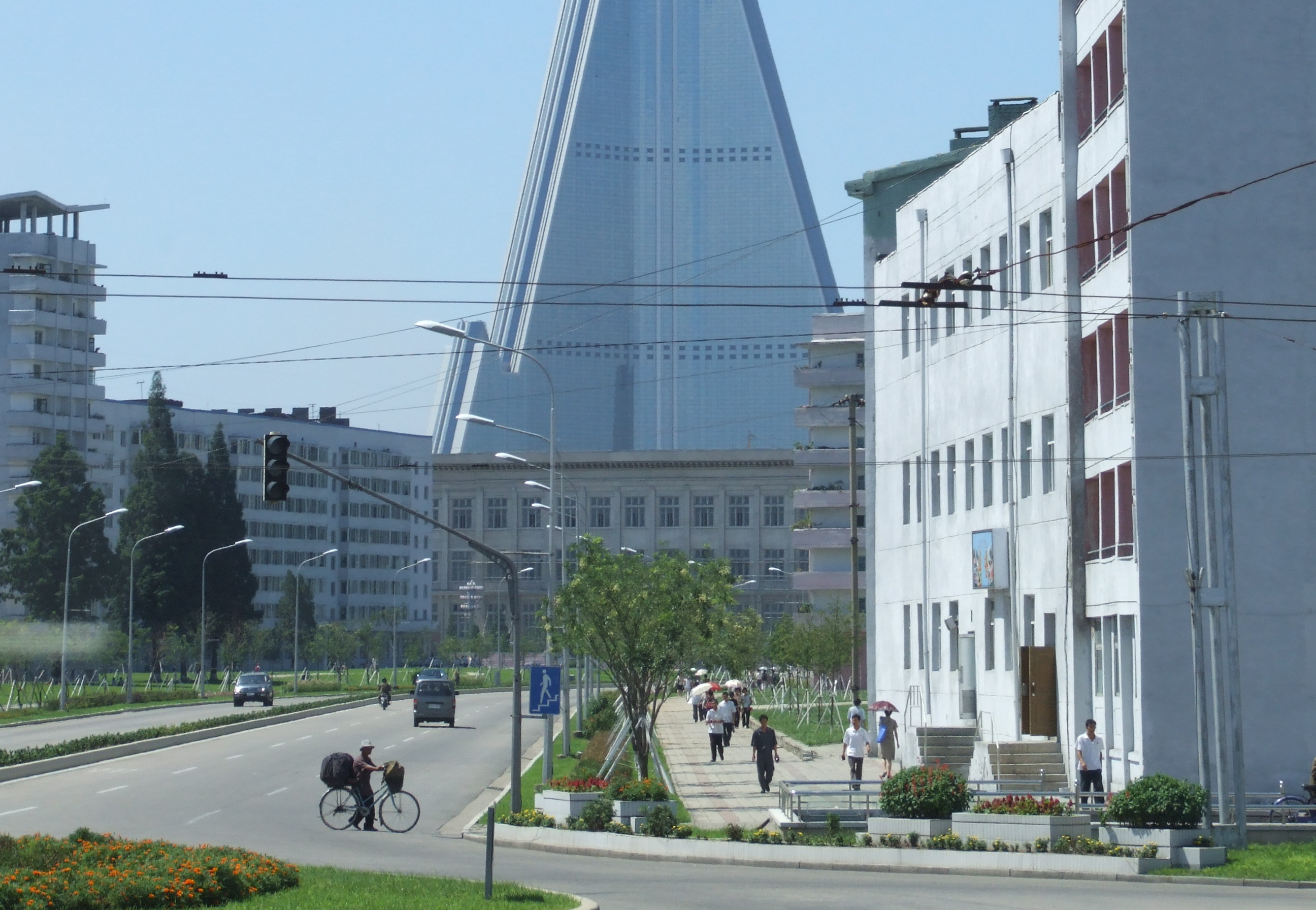
Esquina de una calle de Sosong-guyok.

Sŏsŏng-guyŏk, o distrito de Sosong, es uno de los 18 guyŏk de Pionyang, Corea del Norte. Se encuentra en el río Pot'ong, al oeste de Moranbong-guyŏk (distrito de Moranbong) y al sur de Hyŏngjesan-guyŏk (distrito de Hyongjesan). Fue establecido en enero de 1958.

## Divisiones administrativas
Sŏsŏng-guyŏk se divide en trece distritos administrativos conocidos como dong. Dos barrios (Changgyong y Sosan) se dividen a su vez en dos partes por motivos administrativos.
|                 | Hangul | Hanja  |
| --------------- | ------ | ------ |
| Changsan-dong   | 산동   | 長山洞 |
| Changgyŏng-dong | 경동   | 長洞   |
| Chungsin-dong   | 중신동 | 中新洞 |
| Hasin-dong      | 하신동 | 下新洞 |
| Kinjae-dong     | 긴재동 | 긴재洞 |
| Namgyo-dong     | 남교동 | 南洞   |
| Ryonmot-tong    | 련못동 | 蓮못洞 |
| Sanghŭng-dong   | 상흥동 | 上興洞 |
| Sangsin-dong    | 상신동 | 上新洞 |
| Sŏch'ŏn-dong    | 서천동 | 西洞   |
| Sosan-dong      | 서산동 | 西山洞 |
| Sokpong-dong    | 석봉동 | 石洞   |
| Wasan-dong      | 와산동 | 臥山洞 |